# 26447 Akrishnan
26447 Akrishnan è un asteroide della fascia principale. Scoperto nel 2000, presenta un'orbita caratterizzata da un semiasse maggiore pari a 2,4657749 UA e da un'eccentricità di 0,1772727, inclinata di 3,16115° rispetto all'eclittica.